# La Terreur de la pampa
La Terreur de la pampa ist ein kurzer französischer komischer Western aus dem Jahr 1932. Der 40 Minuten lange Film wurde im deutschen Sprachraum nicht aufgeführt.

## Handlung
Bill Foster ist nach Texas gekommen, um sein Glück zu machen und findet Arbeit als Vormann auf einer Ranch, von der die Leute sagen, dass es auf ihr spukt. Mit der Hilfe eines Indianers und der Tochter des Hauses, Nelly, kann Bill der Sache auf den Grund kommen und Jim Corbett, der vom Besitzer Spielman als Gefangener im Haus gehalten wurde, befreien. Der böse Geist ist Spielmans schwarzer Bediensteter Sam. Bill ist nun ein Held und wird zum Sheriff gewählt.